# Kirche Vechigen

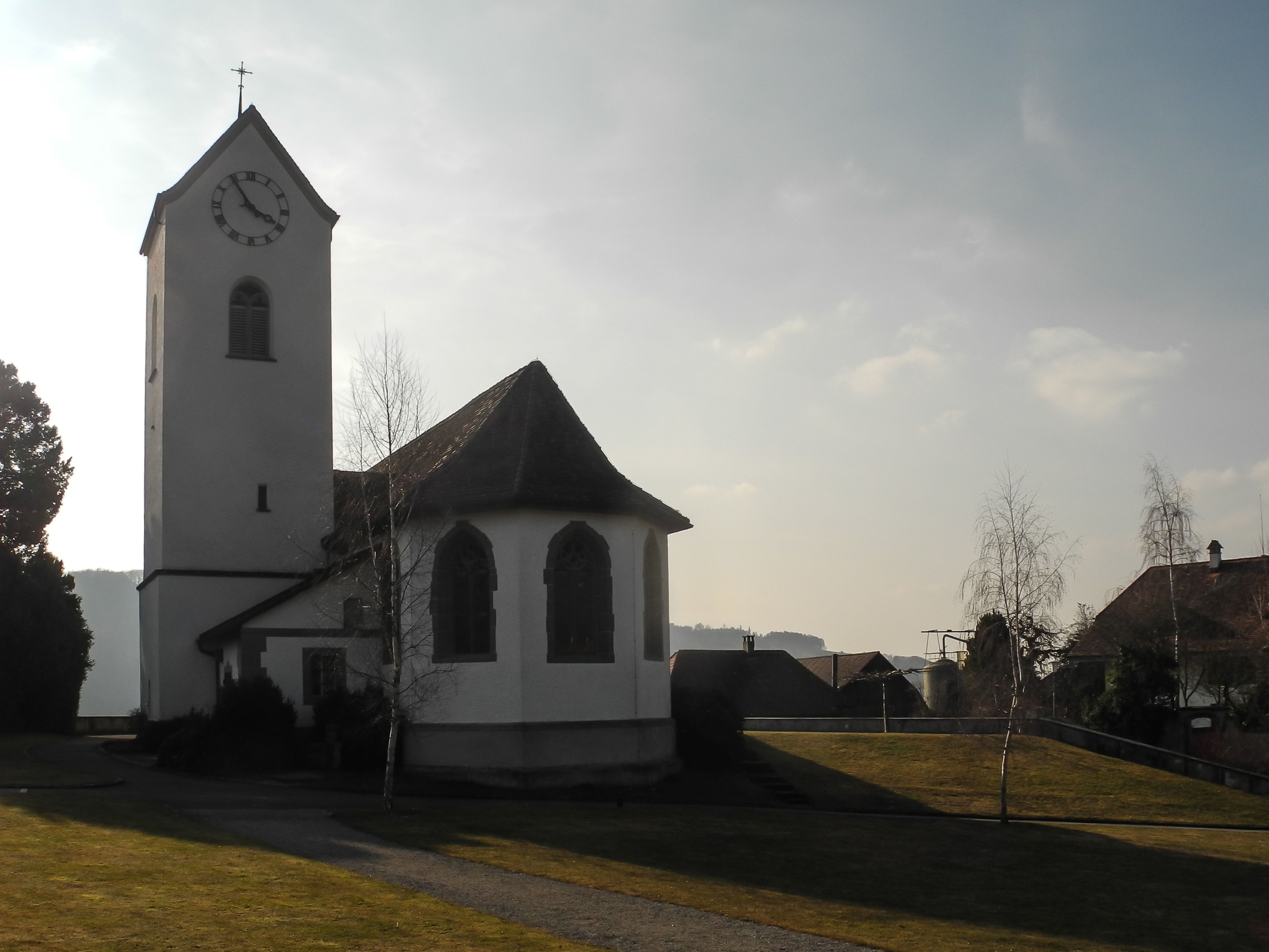
Kirche Vechigen mit Pfarrhaus

Die Kirche Vechigen  ist die reformierte Dorfkirche in der Gemeinde Vechigen im Kanton Bern. Zur Kirchgemeinde gehören der Pfarrkreis West mit Boll, Vechigen, Lindental und Dentenberg sowie der Pfarrkreis Ost mit den Gebieten von der Mänziwilegg über Lauterbach, Littewil, Ätzrütti und Utzigenrain bis zur Worbstrasse in Boll.

## Beschreibung
Auf einem Geländevorsprung weithin sichtbar steht die ursprünglich dem Heiligen Martin geweihte Kirche. Am geosteten Saalbau ist südseitig der Turm mit Satteldach angebaut. Der Kirchhof ist zur Strasse mit einer Mauer begrenzt und umgeben von einer Baugruppe mit Pfrundscheune, Pfarrhaus und alten Bauernhäusern. Der Eingang befindet sich an der westlichen Kirchenwand unter einem Vordach wie auch bei anderen Berner Landkirchen. Im Inneren öffnet sich vor der Empore ein heller Saal und hinter dem Chorbogen ein eingezogener Polygonalchor mit einem alten Chorgestühl.

## Geschichte

### Die erste Kirche
Über eine Vorgängerkirche ist als ein Hinweis eine Urkunde von 1175 im päpstlichen Zehntenbuch (liber detimationis) erhalten. Darin wird belegt, dass der Leutpriester von «Vechingen» einen Zehntteil seiner Einkünfte als «Kreuzzugssteuer» zur, auf dem Konzil von Lyon 1174 beschlossenen Rettung des «Heiligen Landes», abzuliefern hatte. Daraus ist zu schliessen, dass damals bereits eine Kirche bestand. Um 1300 bildete Bern aus den Kirchenspielen Bolligen, Stettlen, Vechigen und Muri einen erweiterten Stadtbezirk und unterstellte ihn seiner Gerichtsbarkeit. Der Kirchensatz (Kollatur) von Vechigen gehörte 1352 den Brüdern Niklaus und Anton von Blankenburg. Diese gaben das Kollaturrecht als Lehen an verschiedene Berner Burger weiter. Durch sie kam der Besitz über das Niedere Spital an das Heiliggeistspital in Bern. 1418 erhielt der Abt von Frienisberg durch die förmliche Inkorporation des Papsts den Auftrag die Pfarrkirche Vechigen dem Heiliggeistspital einzuverleiben. Das Kloster und Spital verkaufte 1480 das Kollaturrecht an Wilhelm von Diesbach zu lebenslangem Nutzen. Er war Schultheiss von Bern und Herr zu Worb, Signau und Diessbach bis zu seinem Tod 1517. Nach 1519 ging der Kirchensatz trotz Erbstreitigkeiten mit den Söhnen Wilhelms zurück an das Kloster und Heiliggeistspital. Aus finanziellen Gründen verkaufte das Kloster 1592 dann an das neu gegründete städtische Spital, das bis zur Aufhebung der Kollaturrechte 1839, Inhaber der Rechte blieb. Beim Pfarrhausbrand von 1572 gingen viele Dokumente verloren, was nähere Forschungen erschwert.

### Die neue Kirche
1486 musste ein neuer Kirchturm gebaut werden. Vermutlich waren die Mauern bereits durch das katastrophale Erdbeben von Basel vom 18. Oktober 1356, das auch Bern streifte, erheblich beschädigt.
Ernst Grunder schrieb in seiner Chronik von 1903: «1486 ward der Kirchturm durch einen heftigen Sturm niedergeworfen, wobei die Glocken zerbrachen.»
Über der nördlichen Eingangspforte im Chor ist das Wappen des Bauherrn Wilhelm von Diesbach mit einer Inschrift angebracht. Er liess den neuen Turm bauen. In seine Amtszeit fiel auch der Neubau der Kirche von 1513 bis 1514.
1729 wurde die Kirche mit Unterstützung Berns renoviert. Eine Sakristei mit Pultdach wurde 1871 östlich beim Turm und Chor hinzugefügt. Die umfassende Renovierung von 1954 bis 1956 legte die Umfassungen des Chorbogen, der Fenster und Türen aus Tuffstein frei. Eine archäologische  Untersuchung des Baugrunds fand nicht statt.

## Ausstattung
Am Chorbogen ist die oktogonale Kanzel von 1734 im Régence-Stil, mit einem schwach profilierten Schalldeckel angebaut. Sie trägt das Stifterwappen mit den Initialen ND für Niklaus Dachselhofer (1634–1707) von Utzigen und die Jahrzahl 1734. Der Abendmahlstisch von 1729 trägt auf dem barocken Fuss eine profilierte Platte, beides aus schwarzem Marmor (Oberländer Kalkstein) gefertigt.

### Glasmalereien

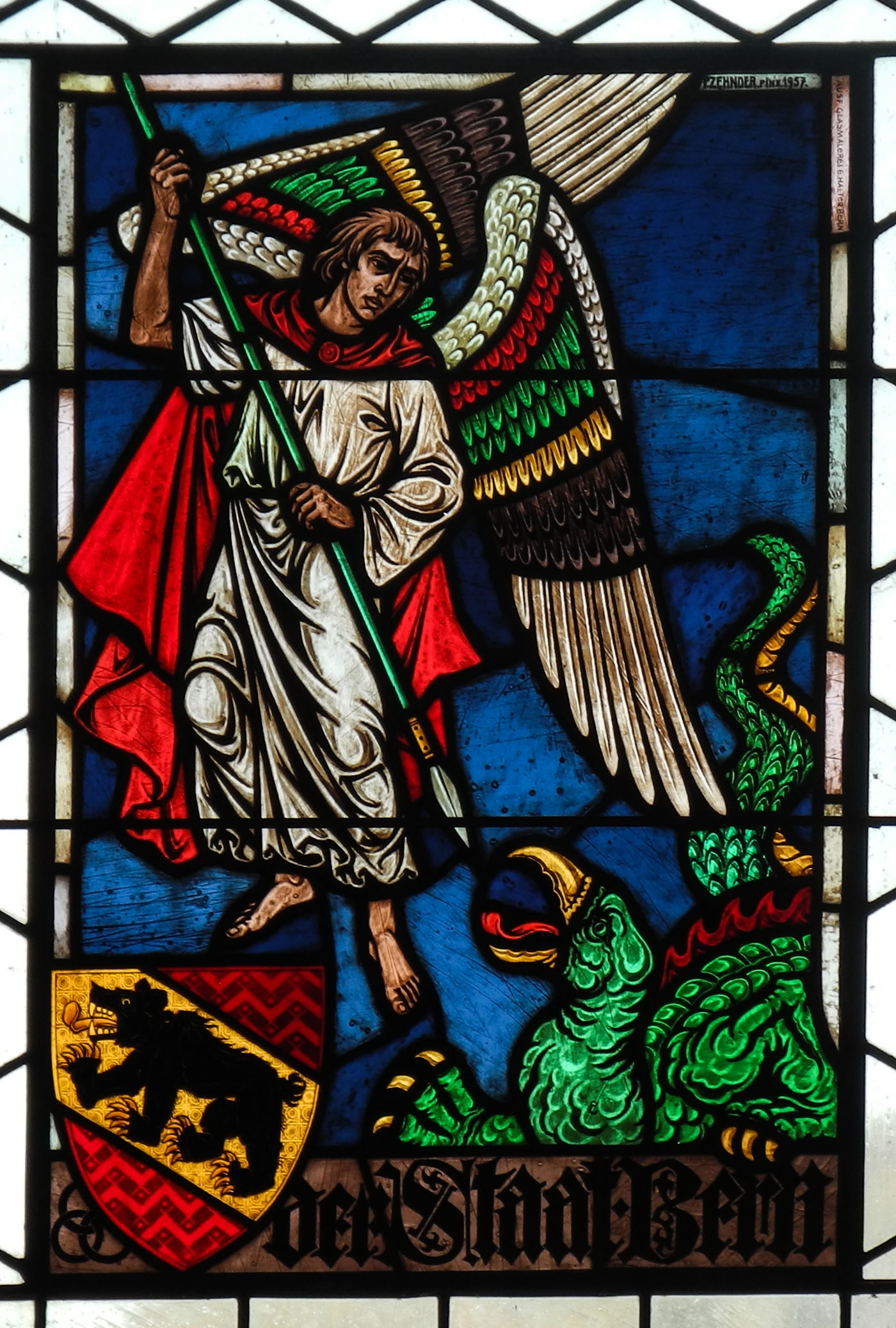
Erzengel Michael und Wappen von Bern

In den Spickeln des Masswerks der fünf Chorfenster sind Pflanzenmotive als Glasmalerei eingefügt. Von links beginnend – rote Weintrauben, Disteln, in der Mitte Schwertlilien mit der Jahreszahl 1907, rechts Heckenrosen und Löwenzahn. Ausserdem sind im mittleren Fenster gestiftete Scheiben von Bern mit dem Berner Wappen und dem Erzengel Michael als Drachentöter sowie vom Synodalrat Bern mit dem auferstandenen Christus und den Attributen der Evangelisten in den Ecken. Gemalt wurden sie von P. Zehnder und hergestellt 1956 von der Glaswerkstatt Halter in Bern.

### Glocken
Aus der Glockengiesserei Rüetschi Aarau kommen alle fünf Glocken. Die ersten drei wurden 1862 gegossen und mit der vierten 1884 ergänzt. Sie bilden den Akkord es–g–b–es.
Sie tragen die Inschriften: CHRISTUS IST MEIN LEBEN / STERBEN IST MEIN GEWINN / AUFERSTEHEN IST MEINE HOFFNUNG / GOTT IST DIE LIEBE. 1977 kam durch eine Stiftung, die auf den Ton c gestimmte, fünfte Glocke mit der Inschrift DER HERR IST MEIN HIRTE, MIR WIRD NICHTS MANGELN dazu.

### Orgel
Die Orgel besitzt ein mit Girlanden und Vasen verziertes und mit posaunenspielenden Putten versehenes Gehäuse von 1790. Sie zählt rund 1200 sowohl aus Holz, als auch aus Metall bestehende Pfeifen. Über den Erbauer ist bis jetzt nichts bekannt. Das zweimanualige Werk stammt von Orgelbau Genf.